# Барнаултрансмаш
ВАТ Холдингова компанія «Барнаултрансмаш» (рос. ПАО Холдинговая компания «Барнаултрансмаш») — російське спеціалізоване підприємство з конструювання та виробництва різнорідних рушійних установок, зокрема промислового загального та військового призначення.

## Зміст
Барнаульський завод транспортного машинобудування був заснований 13 жовтня 1941 року постановою ДКО, як спеціалізоване підприємство з виробництва танкових двигунів типу В-2, на базі евакуйованих Харківського і Сталінградського тракторних заводів. Всього за роки війни підприємством було випущено більше 10 000 танкових двигунів.
На початок 21 століття «Барнаултрансмаш» спеціалізоване підприємство по конструюванню і виробництву суднових, промислових, транспортних дизелів, газопоршневих електроагрегатів і когенераційних електроагрегатів (міні-ТЕЦ), стаціонарних і суднових дизель-генераторів. Дизельні двигуни, які випускаються підприємством, широко використовуються на річкових і морських суднах, багатовісних шасі і гусеничних всюдиходах, машинах аеродромного обслуговування, маневрових тепловозах, бурових установках, у будівельно-дорожньому машинобудуванні, екскаваторах і кранах, на стаціонарних і пересувних електростанціях.